# Shannon (zangeres)
Shannon, echte naam Brenda Shannon Greene (Washington D.C., 12 mei 1958), is een Amerikaans zangeres die begin jaren tachtig een reeks hits scoorde, waarvan Let the Music Play (1984) de grootste was. Dit nummer is verschillende malen gecoverd.
Eind jaren negentig heeft ze geprobeerd een comeback te maken met het album The Best Is Yet to Come. Van dit album kwam de single Move Mania, samen met dance producer Sash!. Een succes bleef uit, waarna Shannon terugkeerde naar haar bezigheden in het Theater.

## Singles
| Single met eventuele hitnotering(en) in de Nederlandse Top 40 | Datum van verschijnen | Datum van binnenkomst | Hoogste positie | Aantal weken | Opmerkingen                         |
| ------------------------------------------------------------- | --------------------- | --------------------- | --------------- | ------------ | ----------------------------------- |
| Let the Music Play                                            | 1984                  | 14-4-1984             | 17              | 6            |                                     |
| Give Me Tonight                                               | 1984                  |                       |                 |              |                                     |
| Sweet Somebody                                                | 1984                  |                       |                 |              |                                     |
| Do You Wanna Get Away                                         | 1985                  |                       |                 |              |                                     |
| Move Mania                                                    | 1998                  | -                     | tip2            |              | met Sash! / Dancesmash op Radio 538 |

- Bibliothèque nationale de France: cb13982313f (data)
- Gemeinsame Normdatei: 134520564
- International Standard Name Identifier: 0000 0000 5518 2009
- Library of Congress Control Number: n91099825
- MusicBrainz: 6d6faafd-2e49-4ec1-bedc-71c6f46f0dfd
- Virtual International Authority File: 50870480
- WorldCat: E39PBJdRC8qvmxkDTRdPV66Frq